# Feldkirchen (Alta Baviera)
Feldkirchen è un comune tedesco di 6 222 abitanti, situato nel Circondario di Monaco di Baviera nel land della Baviera.
È un sobborgo orientale di Monaco di Baviera.